# Női 5000 méteres gyorskorcsolya a 2022. évi téli olimpiai játékokon
A 2022. évi téli olimpiai játékokon a gyorskorcsolya női 5000 méteres versenyszámát február 10-én rendezték. Az aranyérmet a holland Irene Schouten nyerte. A versenyszámban nem vett részt magyar versenyző.

## Rekordok
A versenyt megelőzően a következő rekordok voltak érvényesek:
| Világrekord     | Natalja Voronyina       | 6:39,02 | Salt Lake City, Amerikai Egyesült Államok | 2020. február 15. |
| Olimpiai rekord | Claudia Pechstein (GER) | 6:46,91 | Salt Lake City, Amerikai Egyesült Államok | 2002. február 23. |

A versenyen új olimpiai rekord született:
| Irene Schouten (NED) | 6:43,51 | Peking, Kína | 2022. február 10. |

## Eredmények
A verseny 20 órakor (magyar idő szerint 13 órakor) kezdődött. Mindegyik versenyző egy futamot teljesített, az időeredmények határozták meg a végső sorrendet. Az időeredmények másodpercben értendők.
A rövidítések jelentése a következő:
- OR: olimpiai rekord

| Helyezés | Pár | Pálya | Versenyző              | Nemzet                                       | Idő     | Hátrány | Mj |
| -------- | --- | ----- | ---------------------- | -------------------------------------------- | ------- | ------- | -- |
| Arany    | 6   | B     | Irene Schouten         | Hollandia (NED)                              | 6:43,51 | –       | OR |
| Ezüst    | 5   | B     | Isabelle Weidemann     | Kanada (CAN)                                 | 6:48,18 | +4,67   |    |
| Bronz    | 4   | B     | Martina Sáblíková      | Csehország (CZE)                             | 6:50,09 | +6,58   |    |
| 4.       | 6   | K     | Francesca Lollobrigida | Olaszország (ITA)                            | 6:51,76 | +8,25   |    |
| 5.       | 5   | K     | Ragne Wiklund          | Norvégia (NOR)                               | 6:56,34 | +12,83  |    |
| 6.       | 3   | K     | Natalja Voronyina      | Az Orosz Olimpiai Bizottság versenyzői (ROC) | 6:56,99 | +13,48  |    |
| 7.       | 3   | B     | Sanne in 't Hof        | Hollandia (NED)                              | 6:59,77 | +16,26  |    |
| 8.       | 4   | K     | Misaki Oshigiri        | Japán (JPN)                                  | 7:01,17 | +17,66  |    |
| 9.       | 1   | K     | Maryna Zuyeva          | Fehéroroszország (BLR)                       | 7:02,91 | +19,40  |    |
| 10.      | 1   | B     | Momoka Horikawa        | Japán (JPN)                                  | 7:06,92 | +23,41  |    |
| 11.      | 2   | B     | Han Mei                | Kína (CHN)                                   | 7:08,37 | +24,86  |    |
| 12.      | 2   | K     | Magdalena Czyszczoń    | Lengyelország (POL)                          | 7:21,49 | +37,98  |    |